# パーソントリップ調査
パーソントリップ調査（パーソントリップちょうさ）とは、一定の地域における人の動きを調べ、交通機関の実態を把握する調査。交通実態調査（こうつうじったいちょうさ）とも言う。

## 概要
個人の1日における移動状況を把握することにより、「どの交通機関が」「どのような人によって」「いつ」「どのような目的で」「使われているか」を調べることができる。
本調査はバスや電車、地下鉄、乗用車などのいくつもの交通機関を総合的に把握することを目的としており、国土交通省が都市圏（大都市圏）を基準にして行っている。一方で交通機関が乏しい地域では、調査を行う意味合いが薄い。
なお、民間が調査を行うに当たっては総務省への届出を必要とする。
これまで都市交通分野における検討においてパーソントリップ調査は重要な情報を与えてきたが、調査費やデータ整備期間の制約等を背景にパーソントリップ調査を実施する都市圏が近年減少傾向にある。一方で情報通信技術の発展により近年ではGPSの位置情報を活用したプローブデータ、交通系ICカードのデータ携帯電話網の運用データを活用した人口分布・人口流動等の交通関連ビッグデータが活用できる環境が整ってきている。

## 調査結果の利用方法
- 主要施設への通路幅の設計
- 災害発生時の感染被害の広がり方の予測

など。

## 調査方法
個人に対し調査票を配布し、記入、送付してもらう。
記入内容は、例えば自宅から職場へいって仕事をし、帰りに軽く飲んでから帰宅、といった場合
```
自宅→（徒歩10分）→（バス15分）→（電車：○○線30分）→（徒歩5分）→職場
職場→（タクシー5分）→飲み屋
飲み屋→（徒歩5分）→（電車：○○線25分）→（バス15分）→（徒歩10分）→自宅
```

といった形になる。
それぞれの所在地の項には住所と施設の種類を記入し、移動の項では、目的・交通手段・乗り換え地点と出発・到着時刻を記入する。

### 概念
パーソントリップ調査には、リンクトトリップ、アンリンクトトリップという概念がある。
リンクトトリップ
移動の目的のこと。上記例では、「出勤」「飲みに行く」「帰宅」が、リンクトトリップとなる。
アンリンクトトリップ
移動の際の手段のこと。上記例では、「徒歩」「バス」「電車」「タクシー」が、アンリンクトトリップとなる。

## 歴史
日本では、先行的な研究的色彩の実態調査を経て1967年に広島都市圏の第1回調査、1968年には東京都市圏での第1回調査以降、全国の30万人以上の都市圏を中心に実施され、これまでに実施されているのは全国の都市圏で100回におよぶ。